# Vladyslav Treťjak
Vladyslav Vasylovyč Treťjak (* 21. února 1980 Kyjev, Sovětský svaz) je bývalý ukrajinský sportovní šermíř, který se specializoval na šerm šavlí. Ukrajinu reprezentoval v prvních letech nového tisíciletí. Na olympijských hrách startoval v roce 2004 v soutěži jednotlivců a družstev. V soutěži jednotlivců získal bronzovou olympijskou medaili. S ukrajinským družstvem šavlistů vybojoval v roce 2006 druhé místo na mistrovství světa a v roce 2004 třetí místo na mistrovství Evropy.